# Sønderborg Sygehus
Sønderborg Sygehus (tidligere Statshospitalet i Sønderborg så Landshospitalet i Sønderborg, og i dag egentligt Sygehus Sønderjylland, Sønderborg) er et sygehus i Sønderborg på Als. Det blev efter Genforeningen i 1920 åbnet i 1921 som et statsejet sygehus med en kirurgisk og en medicinsk afdeling. Det fik til huse i det tidligere tyske marinehospital som blev opført i 1908-11. Der er i årenes løb sket udvidelser af sygehuset, og i 1934 indgik staten og Sønderborg Amtsråd aftale om fællesdrift af Landshospitalet og Sønderborg Amtssygehus. Sygehuset fungerede derefter som centralsygehus for Sønderborg Amt, og flere specialer er efterhånden kommet til.
I forbindelse med kommunalreformen i 1970 overførtes Landshospitalet fra statseje til Sønderborg Amtskommune. Det indgår i dag i Sygehus Sønderjylland (der desuden består af sygehusene i Haderslev, Aabenraa og Tønder), og er siden 2007 blevet drevet af Region Syddanmark.
Store funktioner og afdelinger på Sønderborg Sygehus er blevet flyttet til det nye supersygehus i Aabenraa, som blev indviet i 2020. I 2014 flyttede blandt andet fødslerne fra Sønderborg til det nye familiehus på sygehuset i Aabenraa. Anden flytterunde fandt sted i 2018, hvor yderligere en række behandlinger flyttede fra Sønderborg til det nye akutsygehus i Aabenraa. Sønderborg Sygehus er efter flytningen blevet indrettet som et specialsygehus, som skal modtage visiterede akutte medicinske patienter og elektive ortopædkirurgiske patienter samt varetage ambulant kirurgisk aktivitetet. Sygehuset i Sønderborg er specialsygehus som undersøger, behandler og plejer patienter fra hele Sønderjylland inden for særlige områder, bl.a. diabetes, KOL, kræft og kroniske hjertesygdomme – desuden hofte og knæoperationer samt øjenområdet. Kong Christian X's Gigthospital i Gråsten flyttede til Sønderborg Sygehus i 2018.
I 2011 havde Sønderborg Sygehus i alt 17.520 indlæggelser, 150.383 ambulante besøg og 4.149 dagkirurgiske forløb. I 2013 er der ansat, hvad der svarer til ca. 1.400 fuldtidsbeskæftigede personer.

## Historie
I 1905 besluttede den kejserlige tyske marine at flytte sin østersøflåde fra Kiel til nye marinestationer i henholdsvis Sønderborg og Flensborg. Samme år begyndte opførelsen af to ud af tre planlagte bygninger i Sønderborg og marinestationen blev indviet den 6. april 1907. Udover marinestationen indviedes også en skibsartilleriskole. De var tegnet af arkitekterne Adalbert Kelm og Eugen Fink. I årene 1908-11 blev marinesygehuset etableret: de majestætiske tvillinghuse, bygning E og F blev bygget, indrettet og bemandet. De skulle betjene den store flådestation som et marinelazaret. Den ene bygning rummede en medicinsk og den anden en kirurgisk afdeling med ca. 120 sengepladser. Alle patienterne og med ganske få undtagelser også alt personalet var ansat af marinen. Den civile befolkning blev på daværende tidspunkt behandlet på et kommunalt hospital kaldet Kongevejshospitalet.
Efter Genforeningen i 1920 åbnede man i 1921 Statshospitalet i Sønderborg, der blev indrettet med en kirurgisk og en medicinsk afdeling, og med 138 sengepladser. Sygehusets første patient var en dame der var indlagt fra den 6. april til den 25. maj 1921 til en galdestensoperation. Den næste store udvidelse i Sønderborg var en patient- og behandlingsbygning, der blev taget i brug 1934, og samtidig blev driften lagt sammen med Kongevejshospitalet. Statshospitalet i Sønderborg fungerede fortsat som det centrale sygehus med modtagelse af patienter fra hele Sønderjylland, men efterhånden fik også de andre sygehuse en særlig ekspertise. På det kirurgiske område blev en specialedeling gennemført i 1953.
Da Statens Sindssygehospitaler i 1960 fik navneændring til Statshospitaler, blev sygehuset i Sønderborg kaldt Landshospitalet. I årene fra 1920 og frem til 1970 skete der en næsten konstant og storstilet udvidelse af alle de sønderjyske sygehuse med senge- og behandlingsbygninger, centralkøkkener, vaskeri og andre serviceafdelinger. Personalestaben voksede, og der blev opført funktionærboliger til alle fastboende. Samtidig blev den lægelige specialedeling mere markant.
I 1975 blev øjenafdelingen oprettet på sygehuset, og afdelingen på Sct. Ansgar Hospital i Aabenraa blev derfor nedlagt. I 2002 havde Sønderborg Sygehus 405 sengepladser, dette var dog reduceret til 325 sengepladser i 2006.

## Patientbehandling
Sønderborg Sygehus rummer specialerne intern medicin, geriatri, kirurgi, ortopædkirurgi, gynækologi, pædiatri og fødselshjælp samt skadeklinik. Det har regionsfunktion inden for kræftsygdomme og nyresygdomme, neurologi, øjen-øre-næse-hals-lidelser, kæbekirurgi, børnesygdomme og behandling af for tidligt fødte børn. Endvidere findes afdelinger for anæstesiologi, røntgendiagnostik (både med CT- og MR-skanner), blodbank og klinisk immunologi.
Der er døgnberedskab inden for røntgen, laboratorier, narkose og intensive senge. AMVA – Akut medicinsk visitationsafsnit er sygehusets afdeling der akut modtager lægehenviste patienter fra sygehusets optageområde, bl.a. ved hjertemedicinske sygdomme, lungemedicinsk og mave/tarmsygdomme. Sygehuset har også et lungemedicinsk ambulatorium.
Herudover er der kirurgisk ambulant virksomhed, og alle laboratoriespecialerne (klinisk kemi, klinisk immunologi, klinisk mikrobiologi og patologi) har hovedsæde i Sønderborg. I dag varetager sygehuset en del regionsfunktioner – selvstændigt eller i et
formaliseret samarbejde – inden for specialerne diagnostisk radiologi, gynækologi og obstetrik, lungesygdomme, neurologi, oftalmologi, ortopædkirurgi, øre, næse og hals, pædiatri samt urologi.

## Nøgletal
Tal fra 2011:
- Indlæggelser: 17.520
- Ambulante besøg: 150.383
- Dagkirurgiske forløb: 4.149
- Sengepladser: 240
- Antal fuldtidsbeskæftigede medarbejdere: 1.589 (2012)[10]